# Молодівка (Ковельський район)
Моло́дівка — село в Україні, у Турійській селищній громаді Ковельського району Волинської області. Населення становить 20 осіб.

## Географія
Село розташоване на правому березі річки Срібниці.

## Історія
12 червня 2020 року, відповідно до розпорядження Кабінету Міністрів України № 708-р «Про визначення адміністративних центрів та затвердження територій територіальних громад Волинської області», увійшло до складу Турійської селищної територіальної громади.
19 липня 2020 року, в результаті адміністративно-територіальної реформи та ліквідації  Турійського району, село увійшло до новоутвореного Ковельського району. 

## Населення
Згідно з переписом УРСР 1989 року чисельність наявного населення села становила 32 особи, з яких 15 чоловіків та 17 жінок.
За переписом населення України 2001 року в селі мешкало 19 осіб. 100 % населення вказало своєю рідною мовою українську мову.